# ベーゼ・モア
ベーゼ・モア (Baise-moi) は、2000年に公開されたフランス映画。ヴィルジニー・デポントによる同名の小説(邦題：『バカな奴らは皆殺し』)が原作。脚本と監督は、原作者であるデポントに加えて、ポルノ女優のコアリー・トゥリン・チーが担当した。主演はカレン・ランコム（当時は「Karen Bach」（「カレン・バックィ」）名義で出演）とラファフェイラ・アンダーソン。
「un baiser」はフランス語で「口付け」を意味する名詞であるが、動詞単体で使うと「性交する」の意味になり、「Baise moi」を直訳すると「私と性交してくれ」という意味である。

## ストーリー
「自分たちは世間から疎外されている」と感じている2人の女が運命的な出会いを果たして意気投合し、暴力と強盗と殺人を重ねながら逃避行を続ける。

## 出演
| 役名                 | 俳優                         | 日本語吹替 |
| -------------------- | ---------------------------- | ---------- |
| ナディーヌ           | カレン・ランコム             | 高乃麗     |
| マニュ               | ラファフェイラ・アンダーソン | 石塚理恵   |
| ラキム（マニュの兄） | アセーヌ・ベドルゥ           | 落合弘治   |
| 建築家               | マーク・リユウフォル         | 仲野裕     |

## 撮影
本作は、1999年の10月から12月にかけて、ビアリッツ、ボルドー、リヨン、マルセイユにて撮影された。人工照明は用いず、デジタルビデオカメラが使われた。
ニューヨーク・ポストの映画評論家、ルー・ルメニックは、本作の映像に対して「ひどい出来だ」と評した。一方で、カナダのジャーナリスト、ジェームズ・トラヴァーズが言うように、「映画撮影における新しい技法が加わった」とする評価もある。トラヴァーズは、「映画全編に亘って醸成されている『粗削りであるが悪くはない』雰囲気は、過剰とも言えるほどの演出による『衝撃的な場面』で視聴者の注意を逸らすことなく、映像の芸術性を補強し、制作側の意図を伝えようとするのに一役買っている」と評している。

## 公開後の余波

### フランス
原作者であるヴィルジニー・デポントと、ポルノ女優であるコアリー・トゥリン・チーが共同で監督した本作には、本物の「本番行為」（性器の挿入）を行う描写が数回登場し、主演の2人もポルノ女優である。劇中で2人を輪姦する強姦犯を演じているのはポルノ男優であり、その内の1人にイアン・スコット（現ヤニック・シャフト）がいる。本作を「薄く覆われたポルノだ」と批判するメディアや、「吐き気を催す」と批判したル・モンドのようなメディアもある。
本作の監督を務めたヴィルジニー・デポントとコアリー・トゥリン・チーの2人は、（本作に対する）「これはポルノだ」という非難を突っぱねた。サンデー・タイムズによるインタビューで、コアリーは「この映画はポルノじゃないわ。これを観ながらオナニーしてもらいたくて作ったわけではないの」と述べている。ヴィルジニーは「性欲を掻き立てるような映画ではない」という点に同意している。
本国フランスでは、当初は閣僚評議会により、「R-16」指定を受けたうえで公開された。この指定に対して、共和国運動の一部の党員は強い憤りをあらわにした。ある団体は、この映画で描かれている生々しい性描写と徹底的な暴力描写を考慮する形で「『成人指定』にすべきだ」として訴訟を起こした。フランス国務院は、「R-16」指定という分類を「違法である」と判断し、この映画を「上映禁止」とした。のちに国務院は、本作をポルノ映画に充てられる「成人指定」に再分類した。文化大臣のカトリーヌ・タスカは、成人指定ではなく、「R-18」指定に分類することで、本作が一般の劇場でも公開できるようにした。

### オーストラリア
2001年10月、オーストラリア等級審査委員会は、当初は本作を「R-18」指定に分類したうえで公開して良い、としたが、1995年に制定された法律に基づき、同国の司法長官が委員会による決定を再審査する権限を行使した。等級審査委員会（「オーストラリア等級審査委員会」とは別の委員会）は、2002年5月に、「この映画で描かれている性的暴行や暴力描写は、あまりに強烈であり、露骨であり、生々しい」「社会に重大な影響を及ぼす」として、上映禁止とされた。上映禁止になる前にこの映画を視聴した人間が50000人いたことがのちに明らかになり、その内の一部がこの映画に対する不満を述べた。だが、不満を述べた者のほとんどは、実際にはこの映画を観ていなかった。外国映画を放送する番組である『SBS ワールド・ムービー・チャンネル』にて、『世界に衝撃を与えた映画』の1つとして、本作の編集版が放映されるも、2013年8月に再び上映禁止となった。
現在に至るまで、オーストラリアにおいて本作は上映禁止のままである。

### ニュージーランド
「R-18」に指定されたうえで公開されたが、ニュージーランドの政府機関により差し止め命令が出され、公開禁止となった。

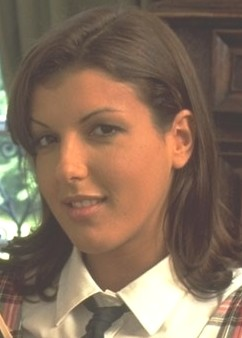
カレン・ランコム（1999年）

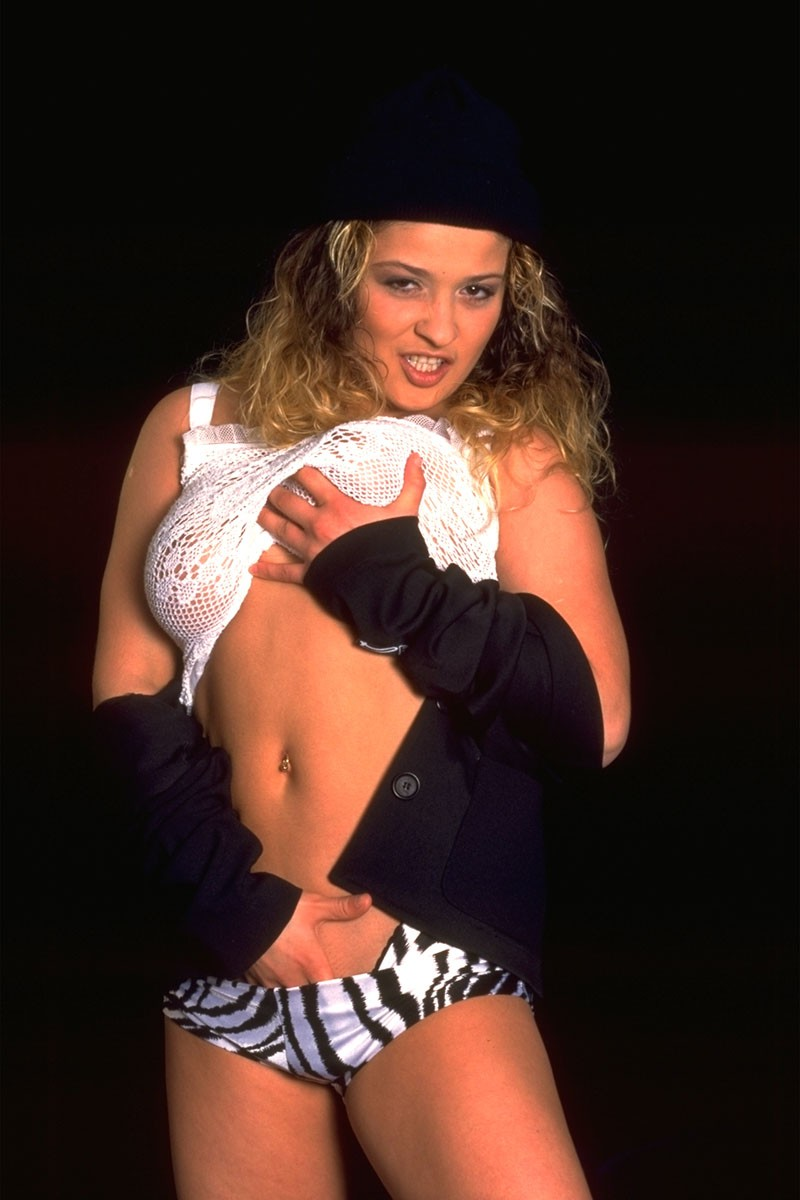
ラファフェイラ・アンダーソン（1998年）

### カナダ
オンタリオ州では、本作は上映禁止にされた。当初、「あまりにポルノ色が強い」と判断されたためである。「ポルノ映画にしては暴力描写が多過ぎるので上映禁止にした」だけで、あくまで「ポルノ映画」として公開しようとした。2001年に行われた2度目の審査で、「R指定」という条件付きで公開された。
ケベック州では、公開から約2か月間で250000カナダドルの興行収入を得たが、モントリオール在住のとある映画ファンが突然暴力的な行動に出た。映写室に押し入り、上映用のフィルムを奪い取って上映を終わらせた。

### イギリス
2人（マニュと彼女の友人で、薬物中毒者。ナディーヌではない）が輪姦されている時に膣内に陰茎を挿入する描写で画面が拡大するシーンがあるが、それを10秒間カットし、「R-18」に指定したうえで2001年に公開された。これに加えて、物語の後半、バーにいた男性客の1人の肛門に銃を押し当てるシーンを2秒間カットしたものが、「R-18」指定を受けたビデオ版として2002年に発売された。
ロンドン地下鉄では、映画の題名が『Baise moi』であることから、フランス語話者を怒らせるのではないかという懸念から、この映画の広告ポスターの使用を禁止した。
2013年、「R-18」指定のままではあるが、本作のノーカット版が上映された。

### アイルランド
「R-指定」の分類は拒否され、一般の映画館での上映はできなかったが、「R-指定」されていない映画を上映するアートシアターにて上映された。

### ドイツ
編集もカットもされていない状態で公開されたが、大きな論争が起こる気配はなかった。

### フィンランド
「18歳未満は鑑賞禁止」とされた。映画館とテレビの両方で、ノーカット版が放映された。

### アメリカ
アメリカ合衆国では、映画の原題である『Baise moi』を『Kiss Me and Rape Me』に変更して上映された。アメリカ映画協会は、本作に対して「R-指定」の分類を一切行わなかった。本作を公開した劇場は少数で、そのほとんどはいずれも各主要都市にあるアートシアター（芸術性の高い映画を上映する劇場）であった。アメリカで公開されてから70000ドルの興行収入が得られ、論争はほとんど起こらなかった。

### メキシコ
一般の映画館でノーカットで上映された。「R-18」指定を受け、「性的描写および暴力描写がある」という注意書きが表示されたが、大きな論争が起こることはなかった。ケーブルテレビでも複数回放映されている。

### マレーシア, シンガポール
2000年、マレーシアの映画検閲委員会は、「暴力描写と性的な内容が強い影響を及ぼす」として、本作を無条件で上映禁止にした。同年、シンガポールでは「性暴力の描写が論争を引き起こす可能性がある」として、上映禁止となった。

### 香港
2分35秒カットしたものが上映された。

### 日本
「R-15」用に再編集した「劇場公開バージョン」が一部の映画館（渋谷シネマライズ）で上映された。日本語盤のDVDには、「劇場公開バージョン」に加えて、映像にぼかしを入れた「R-18」指定の「ハードバージョン」が収録された。

## 評価
本作に対する評価は、一般には否定的な見方が多い。映画評論サイトの『Rotten Tomatoes』では、57件の批評のうち、「極めて不快」との評価が23%、10点満点中4.17点の採点を受けた。全体の総意としては、「セックスと暴力に重きを置いたこの映画は、杜撰な造りの映画にあるような斬新さは見られない」となっている。また、「好意的でない」内容の評価を下すことが多い22人の批評家から、「100点中35点」の採点を受けた。
タイム誌は、「監督2人による本作に対する想いは本物であり、真剣であり、大胆である」「道徳観念に縛られない殺人者 -美しき尻軽女- を演じたラファフェイラ・アンダーソンは、卓越した才能の持ち主だ」と評している。

## 参考
1. ↑  “Baise-moi (2000)”. JP's Box-Office. 2018年4月7日閲覧。
2. ↑  “Baise-Moi (2000) – International Box Office Results”. Box Office Mojo.  Internet Movie Database. 2014年4月1日閲覧。
3. ↑  “Films de France”.   Films de France. 2010年1月25日閲覧。
4. 1 2  Philippe Azoury (2000年5月18日). “AFFREUSE, SALE ET MÉCHANTE. MARCHÉ DU FILM. Virginie Despentes adapte «Baise-moi», son best-seller de 1995. Résultat: un porno en giclée de haine à l'âpre goût de vengeance.”.   Libération. 2019年11月1日閲覧。
5. ↑  A.G. (2000年7月1日). “« Baise-moi » classé X par le Conseil d'Etat”.   Le Parisien. 2019年11月1日閲覧。
6. ↑  “Simulées ou non simulées ? La vérité sur ces scènes de sexe cul-tes du cinéma !”.   Allociné (2015年7月15日). 2019年11月1日閲覧。
7. ↑  “Banned movie Baise-moi to air on World Movies channel”.   TV Tonight (2013年7月25日). 2013年11月12日閲覧。
8. ↑  “Baise-moi (2000)”.   Refused-Classification.com. 2013年8月27日閲覧。
9. ↑  “Appeal On French Sex-Violence Film – ''Baise-Moi''”.   Scoop (2003年12月11日). 2010年1月25日閲覧。
10. ↑  “BAISE-MOI”.   Ontario Film Review Board. 2013年2月7日閲覧。
11. ↑  Maida Rivest. “Montreal Cinema History 1978–2001”.   Movie-theatre.org. 2011年9月30日時点のオリジナルよりアーカイブ。2010年1月25日閲覧。
12. ↑  “BBFC cinema rating Baise-moi”.   Bbfc.co.uk (2001年2月26日). 2012年8月19日時点のオリジナルよりアーカイブ。2010年1月25日閲覧。
13. ↑  “BBFC video rating Baise-moi”.   bbfc.co.uk (2002年12月23日). 2012年8月19日時点のオリジナルよりアーカイブ。2010年1月25日閲覧。
14. ↑  “BAISE-MOI”.   bbfc.co.uk. 2013年2月13日時点のオリジナルよりアーカイブ。2013年2月7日閲覧。
15. ↑  “Baise-moi (2000)　” (フィンランド語).   ELONET (2008年6月13日). 2019年11月1日時点のオリジナルよりアーカイブ。2019年11月1日閲覧。
16. ↑  “BAISE-MOI Critics Consensus”.   Rotten Tomatoes. 2019年11月1日閲覧。
17. ↑  “Rape Me Reviews”.   metacritic. 2019年11月1日閲覧。